# Parandones
Parandones es una localidad del municipio de Toral de los Vados, en la comarca de El Bierzo, provincia de León, comunidad autónoma de Castilla y León (España).

## Origen del nombre
El origen del nombre de la localidad se debe a que antiguamente paraban los Dones (señores de alto rango) en su camino hasta Villafranca del Bierzo. 

## Situación
Está situado en una llanada a la falda del pueblo de Otero (Toral de los Vados), a la falda de Villadecanes y en la confluencia de la autovía del Noroeste o A-6, conocida tradicionalmente como carretera de la Coruña (N-VI).

## Industrias destacadas
Posee un polígono industrial llamado Polígono Industrial de La Rozada, puesto que se sitúa en los terrenos comunales pertenecientes a los pueblos de Parandones y de Villadecanes, los cuales recibían esos nombres. En dichos terrenos se ubican multinacionales como Vitro Cristalglass (transformación del vidrio), que emplea a más 600 trabajadores y cuyas instalaciones son las de mayor fabricación de vidrio aislante de la península y otras empresas de transformado de plásticos, paneles de hormigón, etc.
Destacan también sus viñedos y bodegas, pertenecientes a la zona vinícola con Denominación de Origen Bierzo.

## Fiesta
Parandones celebra sus fiestas en honor a San Antonio en torno al día 13 de junio.

## Evolución demográfica
| 2000 | 2001 | 2002 | 2003 | 2004 | 2005 | 2006 | 2007 | 2008 | 2009 | 2010 | 2011 | 2012 |
| 127  | 125  | 122  | 124  | 121  | 123  | 126  | 143  | 127  | 123  | 122  | 123  | 126  |